# Brian Alspach
Brian Alspach (* 29. Mai 1938 in North Dakota) ist ein US-amerikanischer Mathematiker, der sich mit Graphentheorie befasst und auch mit der Mathematik des Pokerspiels.

## Biografie
Alspach wuchs in Seattle auf, wohin seine Familie zog, als er neun Jahre alt war. Er studierte an der University of Washington mit dem Bachelor-Abschluss 1961, unterrichtete ein Jahr an einer High School und setzte sein Studium an der University of California, Santa Barbara, fort, an der er 1964 seinen Master-Abschluss erhielt und 1966 bei Paul J. Kelly promoviert wurde (A class of tournaments). Danach war er bis zu seiner Emeritierung 1998 an der Simon Fraser University, an der er Professor für Mathematik und Statistik war. Danach war er Adjunct Professor an der University of Regina, an der auch seine Ehefrau, die Mathematikerin Katherine Heinrich, eine hohe Stellung in der Universitätsverwaltung hat. Er lehrt auch an der University of Newcastle in Australien.
Er richtete an der Simon Fraser University einen Studiengang Industriemathematik ein und interessiert sich für Anwendung der Graphentheorie in der Betriebswirtschaft. 1998 wurde er an dieser Universität pensioniert.
Eine nach ihm benannte Vermutung von 1981 betrifft die Zerlegung eines vollständigen Graphen in disjunkte Zyklen vorgeschriebener Länge. Er bewies 2001 mit Heather Gavlas den Spezialfall der Zerlegung in Zyklen gleicher Länge. Danach ist eine solche Zerlegung möglich falls die Anzahl der Knoten ungerade ist und die Zyklenlänge höchstens so groß ist wie die Anzahl der Knoten und die Zyklenlänge die Anzahl der Knoten teilt. 2014 wurde die Vermutung vollständig bewiesen.
Über Poker veröffentlichte er regelmäßig in Poker Digest und Canadian Poker Player.
2014 erhielt er die Euler-Medaille.

## Schriften (Auswahl)
- Cycles of each length in regular tournaments, Canadian Mathematical Bulletin, Band 10, 1967, S. 283–286
- Point-symmetric graphs and digraphs of prime order and transitive permutation groups of prime degree, Journal of Combinatorial Theory, Reihe B, Band 15, 1973, S. 12–17
- mit T. D. Parsons: Isomorphism of circulant graphs and digraphs, Discrete Mathematics, Band 25, 1979, S. 97–108
- mit T.D. Parsons: A construction for vertex –transitive graph, Canadian Journal of Mathematics, Band 34, 1982, S. 307–318
- mit Heather Gavlas: Cycle Decompositions of Kn and Kn−I. Journal of Combinatorial Theory, Reihe B, Band 81, 2001, S. 77–99
- mit Marni Mishna: Enumeration of Cayley graphs and digraphs, Discrete Math., Band 256, 2002, S. 527–539.
- Cayley Graphs, in: J. Gross, J. Yellen, Handbook of Graph Theory, CRC Press 2004